# 石璜镇
石璜镇，中国的浙江省绍兴市嵊州市下辖的一个镇。2019年7月，同意撤销石璜镇、雅璜乡、通源乡建制，合并设立新的石璜镇。调整后，新的石璜镇辖1个居民区、27个行政村，镇政府驻石璜村镇东路25号。

## 行政区划
现辖：
石璜社区、沈村、范油车村、石璜村、朱村、罗松村、白竹村、雅宅村、堰底村、寺新村、丁家村、夏相村、何王村、楼家村、溪西村、向阳村、三溪村和徐家培村。